# Rodolfo Cota
Rodolfo Damián Cota Robles (Mazatlán, 3 luglio 1987) è un calciatore messicano, portiere dell'América, in prestito dal León, e della nazionale messicana.

## Statistiche

### Cronologia presenze e reti in nazionale
| Cronologia completa delle presenze e delle reti in nazionale ― Messico | Cronologia completa delle presenze e delle reti in nazionale ― Messico | Cronologia completa delle presenze e delle reti in nazionale ― Messico | Cronologia completa delle presenze e delle reti in nazionale ― Messico | Cronologia completa delle presenze e delle reti in nazionale ― Messico | Cronologia completa delle presenze e delle reti in nazionale ― Messico | Cronologia completa delle presenze e delle reti in nazionale ― Messico | Cronologia completa delle presenze e delle reti in nazionale ― Messico |
| Data                                                                   | Città                                                                  | In casa                                                                | Risultato                                                              | Ospiti                                                                 | Competizione                                                           | Reti                                                                   | Note                                                                   |
| ---------------------------------------------------------------------- | ---------------------------------------------------------------------- | ---------------------------------------------------------------------- | ---------------------------------------------------------------------- | ---------------------------------------------------------------------- | ---------------------------------------------------------------------- | ---------------------------------------------------------------------- | ---------------------------------------------------------------------- |
| 1-6-2017                                                               | East Rutherford                                                        | Irlanda                                                                | 1 – 3                                                                  | Messico                                                                | Amichevole                                                             | -1                                                                     |                                                                        |
| 1-2-2018                                                               | San Antonio                                                            | Messico                                                                | 1 – 0                                                                  | Bosnia ed Erzegovina                                                   | Amichevole                                                             | -                                                                      |                                                                        |
| 12-10-2019                                                             | Hamilton                                                               | Bermuda                                                                | 1 – 5                                                                  | Messico                                                                | Amichevole                                                             | -1                                                                     |                                                                        |
| 13-10-2020                                                             | L'Aia                                                                  | Algeria                                                                | 2 – 2                                                                  | Messico                                                                | Amichevole                                                             | -2                                                                     |                                                                        |
| 13-6-2021                                                              | Berlino                                                                | Messico                                                                | 0 – 0                                                                  | Honduras                                                               | Amichevole                                                             | -                                                                      |                                                                        |
| 27-10-2021                                                             | Charlotte                                                              | Messico                                                                | 2 – 3                                                                  | Ecuador                                                                | Amichevole                                                             | -1                                                                     | 46’                                                                    |
| 28-5-2022                                                              | Arlington                                                              | Messico                                                                | 2 – 1                                                                  | Nigeria                                                                | Amichevole                                                             | -1                                                                     |                                                                        |
| 14-6-2022                                                              | Kingston                                                               | Giamaica                                                               | 1 – 1                                                                  | Messico                                                                | CONCACAF Nations League 2022-2023 - 1º turno                           | -1                                                                     |                                                                        |
| Totale                                                                 |                                                                        | Presenze                                                               | 8                                                                      |                                                                        | Reti                                                                   | -7                                                                     |                                                                        |

## Palmarès

### Club

#### Competizioni nazionali
- Campionato messicano: 1

América: Apertura 2024

#### Competizioni internazionali
- CONCACAF Champions League: 2

Pachuca: 2018
León: 2023

### Individuale
- Miglior portiere della CONCACAF Champions League: 1

2018
- Squadra della stagione della CONCACAF Champions League: 1

2018